# Kleinmecka
Kleinmecka eine Ortslage des Ortsteils Großmecka der Gemeinde Nobitz im Landkreis Altenburger Land in Thüringen.

## Lage
Kleinmecka liegt im Altenburg-Zeitzer Lösshügelland nordöstlich von Gößnitz. Der Ort besteht aus drei Bauernhöfen, die etwas südöstlich abseits des Hauptortes von Großmecka liegen. Beide Ortslagen werden durch den Podelwitzer Bach getrennt.

## Verkehr
Durch den Ort führt die Kreisstraße 513, die im Westen auf die B 93 nördlich von Gößnitz führt und östlich in Gösdorf auf der B180 endet.

## Geschichte
Im Jahr 1336 wurde der Ort erstmals urkundlich genannt. In diesem Jahr grenzte man den Nachbarort Großmecka als „Meckow magnum“ von Kleinmecka ab. Der Ort gehörte zum wettinischen Amt Altenburg, welches ab dem 16. Jahrhundert aufgrund mehrerer Teilungen im Lauf seines Bestehens unter der Hoheit folgender Ernestinischer Herzogtümer stand: Herzogtum Sachsen (1554 bis 1572), Herzogtum Sachsen-Weimar (1572 bis 1603), Herzogtum Sachsen-Altenburg (1603 bis 1672), Herzogtum Sachsen-Gotha-Altenburg (1672 bis 1826). Bei der Neuordnung der Ernestinischen Herzogtümer im Jahr 1826 kam der Ort wiederum zum Herzogtum Sachsen-Altenburg.
Nach der Verwaltungsreform im Herzogtum gehörte er bezüglich der Verwaltung zum Ostkreis (bis 1900) bzw. zum Landratsamt Altenburg (ab 1900). Der Weiler gehörte ab 1918 zum Freistaat Sachsen-Altenburg, der 1920 im Land Thüringen aufging. 1922 kam er zum Landkreis Altenburg.
Am 1. Oktober 1922 wurde Kleinmecka in Großmecka eingegliedert. Der Ort wird seitdem nicht mehr als eigenständiger Ortsteil geführt. Bei der zweiten Kreisreform in der DDR wurden 1952 die bestehenden Länder aufgelöst und die Landkreise neu zugeschnitten. Somit kam Kleinmecka als Ortslage innerhalb der Gemeinde Großmecka mit dem Kreis Schmölln an den Bezirk Leipzig, der seit 1990 als Landkreis Schmölln zu Thüringen gehörte und 1994 im Landkreis Altenburger Land aufging. Mit der Gemeinde Großmecka kam Kleinmecka am 1. November 1973 zur Gemeinde Podelwitz.  Mit dem Aufgehen der Gemeinde Podelwitz in der Einheitsgemeinde Saara wurde Großmecka samt seiner Ortslage Kleinmecka am 1. Januar 1996 ein Ortsteil dieser Gemeinde, bis diese wiederum am 31. Dezember 2012 zu Nobitz kam. In Kleinmecka und Großmecka lebten 1997 insgesamt 28 Einwohner und ein Gewerbetreibender. In der Gegenwart besteht Kleinmecka aus drei Höfen.